# Hermann Dücker
Hermann Dücker (* um 1590/1595; † 4. März 1670) war kurkölnisch-westfälischer Oberkellner, Landpfennigmeister und Drost des Amtes Menden.

## Leben
Er stammte aus einer Nebenlinie der Familie von Dücker, die in der Vergangenheit durch unstandesgemäße Heiraten ihre Stiftsfähigkeit verloren hatte, da bei der Adelsprobe nicht mehr die erforderliche adelige Vorfahrenanzahl vorgebracht werden konnte. Der gleichnamige Vater, Hermann Dücker zu Breeck und Hegen, hatte seine Besitzungen von Kloster Werden zu Lehen. Die Mutter war Catharina Dücker von Aldengünne. Die Mutter starb bei oder kurz nach seiner Geburt. Der Vater war ein angesehener Bürger von Werden und Rentmeister der Abtei. Nach dem Tod der ersten Frau heiratete er erneut. Unter den weiteren Kindern waren der spätere Abt von Werden Heinrich Dücker und Johann Dücker Landpfennigmeister des Herzogtums Westfalen. Der Vater starb 1606. Wohl auf Grund von Kriegswirren verlor die Familie ihren Besitz. Sie kam daraufhin nach Arnsberg. Das Geburtsdatum ist Sohnes ist nicht genau bekannt. Nach neueren Forschungen lag es wahrscheinlich zwischen 1590 und 1595.
Hermann Dücker trat in die Dienste der Kölner Kurfürsten in ihrer Eigenschaft als Herzöge von Westfalen. Er war zunächst Sekretär des Landdrosten, also des weltlichen Stellvertreter des Kurfürsten im Herzogtum. In der Folge bekleidete er bedeutende Ämter im Dienst des Kurfürsten oder der Landstände. Zwischen 1623 und 1625 wurde er zum kurfürstlichen Oberkellner für das Herzogtum Westfalen ernannt. Er war auch kurfürstlicher Rat, Drost des Amts Menden sowie Landpfennigmeister. Weil das Amt des Landbergmeisters zeitweise nicht besetzt war, war Dücker seit 1670 auch für bergrechtliche Fragen zuständig.
Ihm gelang es ein bedeutendes Vermögen zu erwerben. Bei seinem Tod umfasste die Güteraufstellung 20 eng beschriebene Seiten im Folioformat. Damit baute er das Rittergut Obereimer in der Nähe von Arnsberg aus. Seit 1627 hat er nach und nach verschiedene Höfe und Kotten in Obereimer gekauft. Er erwarb auch die damit verbundenen gutsherrlichen Rechte, die sich zuvor im Besitz der Familie Wrede, des Klosters Wedinghausen und des Kurfürsten befunden hatten. Hinzu kam der Erwerb von Besitzungen im Tal der Walpke. Im Jahr 1631 erlangte er von den Landständen die Anerkennung des Gutes Obereimer als landtagsfähiges Rittergut. Damit verbunden war die Befreiung von Kriegskontributionen und Schatzungen. Allerdings gefiel dem Kurfürsten Maximilian Heinrich von Bayern das Gut so gut, dass Dücker es 1652 unter sanftem Druck an den Kurfürsten verkaufen musste. Der Kaufpreis betrug 12.000 Reichstaler. In Arnsberg erbaute er wahrscheinlich 1627 den repräsentativen Dückerschen Hof. Des Weiteren erwarb er großen Besitz im Raum Menden, der noch immer in Familienbesitz ist. Daher nannte er sich Herr von Ober- und Nieder-Rödinghausen. Auch kaufte er das Haus Kleinsorge in Arnsberg, desgleichen das Haus Leiendecker.
Er wurde nach seinem Tod in der Familiengruft der Familie in der Klosterkirche von Wedinghausen bestattet. Er hatte zwei Söhne. Der eine war Wilhelm Lothar Bernhard von Dücker, der kurkölner Geheimer Rat und Rat und Gesandter des französischen Königs war. Ihm gelang die Wiederherstellung des Adelsstandes: „Wilhelm Lothar Bernd von Dücker, Edler Herr zu Nieder-Rödinghausen“, in Form einer Reichsadelsbestätigung bzw. -erneuerung mit dem Recht der Übertragung auf seinen Bruder Dietrich Gaudenz († 1713) und dessen Deszendenz, per Diplom zu Preßburg 22. November 1687. Dietrich Gaudenz war der zweite Sohn Hermann Dückers. Er folgte dem Vater im Amt als Oberkellner nach.